# Nico Engelschman
Nico (Niek) Engelschman, noto anche con lo pseudonimo Bob Angelo (Amsterdam, 12 novembre 1913 – Amsterdam, 27 ottobre 1988), attore, attivista per i diritti delle persone omosessuali e partigiano della Resistenza durante la seconda guerra mondiale.

## Biografia

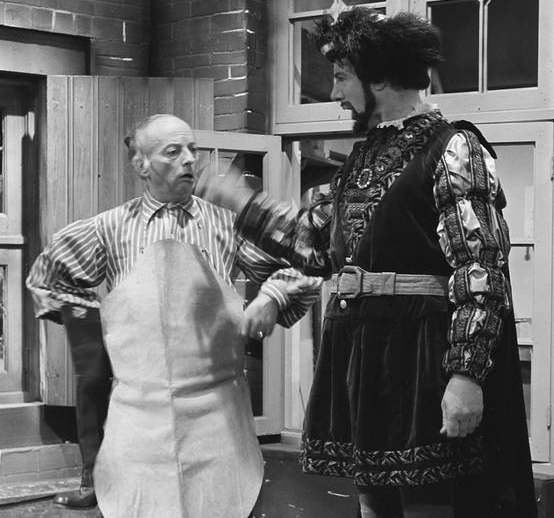
Nico Engelschman e Arend Hauer (a destra) in un episodio di Vrouwtje Bezemsteel, 1964.

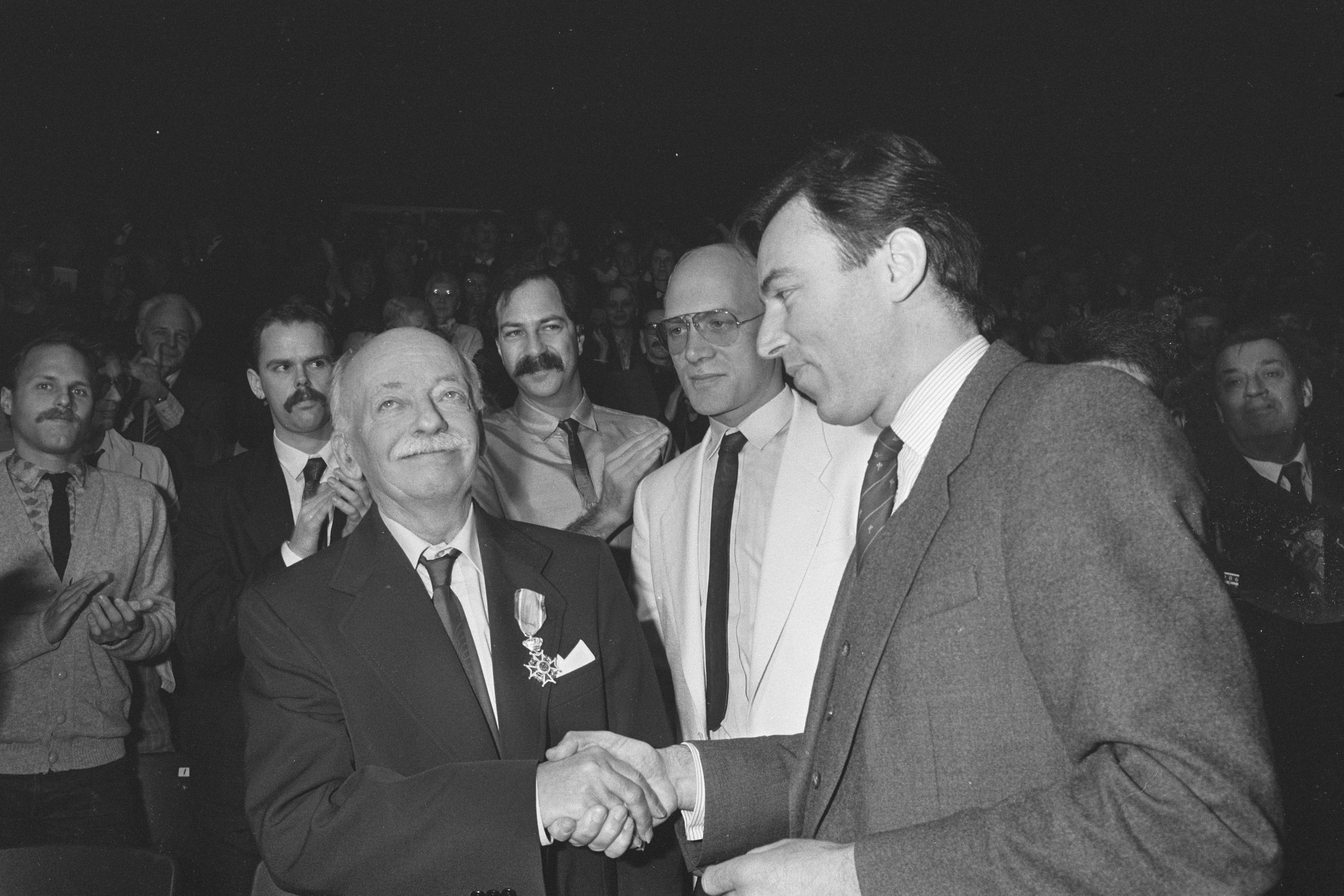
Engelschman riceve un'onorificenza dal ministro Elco Brinkman in occasione del 40º anniversario del COC, 1986.

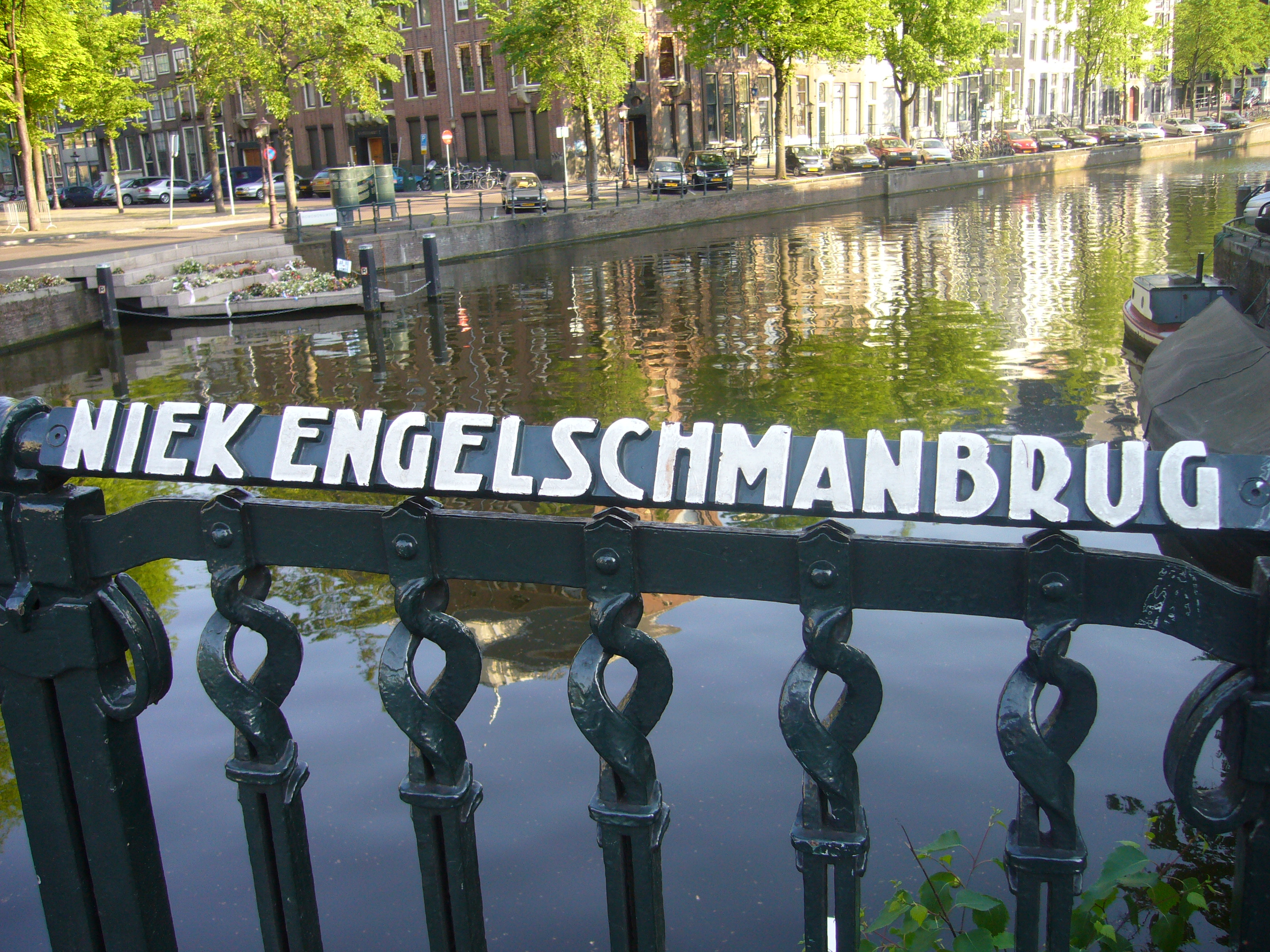
Niek Engelschmanbrug, Amsterdam

### Giovinezza e attività prima della guerra
Primogenito di cinque fratelli, fu figlio del rappresentante di commercio Nathan Engelschman e di Hendrika van der Star. Frequentò la scuola elementare ad Amersfoort, dopodiché la famiglia tornò ad Amsterdam. Il padre apparteneva a una famiglia ebraica di commercianti, mentre la madre veniva da un ambiente borghese luterano. Entrambi non erano né religiosi né politicamente impegnati. A causa della crisi economica, non poté frequentare la scuola secondaria e a tredici anni iniziò a lavorare come apprendista presso un’azienda di importazione di origine ebraica, che organizzava trasporti di merci da e verso l'ex Indie orientali olandesi. Vi lavorò dal 1926 al 1942.

### Impegno sociale
In ragione del lavoro svolto negli anni della crisi e della povertà vissuta durante l'infanzia, sviluppò un forte impegno sociale e dapprima aderì al sindacato degli impiegati Mercurius. Lesse opere di Karl Marx e Lev Trockij e nel 1927 si iscrisse alla Arbeiders Jeugd Centrale - AJC (Centrale Giovanile Operaia) e al Partito Socialdemocratico dei Lavoratori - SDAP. Più tardi, nel 1935, si unì al più radicale movimento comunista Leninistische Jeugd Garde - LJG (Guardia Giovanile Leninista). Qui fu segretario del consiglio nazionale e redattore di varie pubblicazioni: Arbeidersjeugd, De Jonge Leninist e De Rood Gardist. Partecipò ad azioni e manifestazioni contro la disoccupazione giovanile e contro le politiche dei governi conservatori guidati da Colijn, e nel 1936 scrisse l'opuscolo Aanslag op de 160.000, riferito al numero dei giovani disoccupati. Nello stesso anno scrisse anche l'atto unico Fascistische Terreur, rappresentato dal gruppo teatrale della LJG. Il pezzo trattava dei regimi fascisti e dei loro crimini in Europa. Attraverso la recitazione all'interno della LJG, iniziò a maturare ambizioni da attore.

### Omosessualità
Durante il periodo nella gioventù socialista, si era innamorato di un altro ragazzo, ma solo dopo i ventiquattro anni comprese pienamente di essere omosessuale. Iniziò a interessarsi all'argomento leggendo libri sull’omosessualità. Entrò in contatto con Jacob Anton Schorer, che attraverso il suo Comitato scientifico-umanitario olandese (N.W.H.K.) lottava contro il divieto legale dei rapporti omosessuali. Tuttavia, non condivideva il metodo di Schorer, da lui considerato un po' troppo elitario. Per lui, la questione centrale era l'emarginazione sociale. Iniziò quindi a impegnarsi per l'emancipazione degli omosessuali, abbandonando le altre attività politiche. Ottenne il consenso di Henk Sneevliet, che aveva due figli omosessuali, per lasciare la LJG; ufficialmente fu dichiarato malato. Nel 1939, insieme a Jaap van Leeuwen e Hann Diekmann, ispirandosi al modello svizzero Menschenrecht, iniziò la pubblicazione di una rivista per omosessuali, Levensrecht, il cui primo numero uscì nel marzo del 1940. Scriveva sotto lo pseudonimo "Bob Angelo" per evitare ripercussioni sociali.
L'invasione tedesca, tuttavia, pose fine alla pubblicazione dopo l'uscita del terzo numero.

### Attività nella Resistenza
Insieme al fratello Hennie, si unì alla Resistenza. Nella casa dei genitori producevano fogli clandestini distribuiti porta a porta. A partire da gennaio 1941, cominciarono a stampare il periodico illegale De Vonk. Le riunioni redazionali si tenevano in seguito nella sua nuova casa in cui si trasferì nel 1943, nel seminterrato del numero 518 di Keizersgracht ad Amsterdam. Durante la guerra, si nascose in diversi luoghi per evitare l'arresto, sia dalla madre che da amici. Oltre a produrre e distribuire materiale clandestino, lui e il fratello aiutarono anche amici e conoscenti ebrei a trovare rifugi in cui nascondersi.

### Teatro
Nel 1942 Engelschman si iscrisse alla Scuola di Teatro di Amsterdam. Sebbene formalmente non fosse ebreo (solo il padre era ebreo), la scuola non accettò la sua formale iscrizione, ma gli permise comunque di seguire le lezioni in modo per un periodo. In seguito prese lezioni di recitazione da Louis van Gasteren e Louis Saalborn. Si guadagnò da vivere negli ultimi due anni della guerra organizzando rappresentazioni teatrali clandestine a casa propria. Dopo la liberazione, iniziò a lavorare con il gruppo teatrale Tooneelgroep 5 Mei 1945, composto da attori che per principio non avevano aderito alla Nederlandsche Kultuurkamer (Camera della cultura dei Paesi Bassi), l'organizzazione di controllo ideologico e censura istituita nel 1942 dal regime di occupazione tedesco, cui tutti gli artisti dovevano iscriversi per poter esercitare legalmente la loro professione. Recitò anche con il Zuid-Nederlandsch Tooneel.

### COC
Nel 1946 Engelschman decise di proseguire la lotta per l'emancipazione degli omosessuali. La rivista Levensrecht riprese le pubblicazioni nel settembre dello stesso anno e dal suo gruppo di lettori nacque la Shakespeareclub, la prima associazione olandese di e per persone omosessuali. Il 7 dicembre 1946 fu organizzato il primo incontro dell'associazione, che in seguito prese il nome di C.O.C.: Centro di Cultura e Svago (più tardi ribattezzato Nederlandse Vereniging tot Integratie van Homoseksualiteit COC, abbreviato in NVIH COC). I primi anni furono difficili poiché le autorità guardavano con sospetto al movimento, la polizia morale conduceva indagini e persino perquisizioni tra i membri e presso la sede dell’associazione. Per lui, il C.O.C. rappresentò un movimento di emancipazione sociale.
Egli si ispirò alla Dichiarazione universale dei diritti umani redatta dalle Nazioni Unite nel 1948. Secondo lui, le persone omosessuali dovevano poter essere cittadini a pieno titolo, uguali e rispettati nella sfera pubblica. In ogni discorso di Capodanno, parlò di uguaglianza e mise la discriminazione basata sull'orientamento sessuale sullo stesso piano di quella basata su origine, sesso o razza. Si batté per la parità legale in ogni ambito per le persone omosessuali, per l'abolizione delle disposizioni discriminatorie e per l'eliminazione dei pregiudizi sociali. Promosse inoltre la ricerca scientifica sull'omosessualità. Insieme a Jaap van Leeuwen, nel 1949 introdusse il termine homophilie, che presto divenne  homofilie (omofilia).
Per diciannove anni Engelschman fu il volto del C.O.C., sotto lo pseudonimo di Bob Angelo. Fu direttore dell'ufficio, redattore della rivista e presidente dell'associazione. Quando nel 1962 lasciò l’incarico, fu nominato presidente onorario.

### Attività teatrale dopo la guerra
Accanto al suo impegno per il C.O.C., Engelschman continuò a recitare e si dedicò anche alla regia. La sua ultima regia fu per la compagnia teatrale amatoriale da lui fondata ad Amsterdam, De Jonge Leidsche, ribattezzata dopo la sua morte nel 1988 in Angelo, in suo onore e in riferimento al suo pseudonimo Bob Angelo. Per il C.O.C. e la NVSH diresse numerosi spettacoli teatrali negli anni cinquanta e sessanta del XX secolo. Continuò a recitare, principalmente in ruoli secondari, sia a teatro che, successivamente, in televisione e nel cinema. Nel 1959 fece parte della compagnia teatrale Studio, diretta da Kees van Iersel, che metteva in scena opere moderne. In televisione recitò, tra l'altro, nella serie per ragazzi Floris della NOS. Ebbe anche ruoli in film come Geen Paniek (1973), Keetje Tippel (1975) e Het Verleden (1982), e apparve spesso in ruoli secondari in varie serie televisive.

### Altri dati biografici
Engelschman ebbe diverse relazioni sentimentali durature, inizialmente con Nol Biesterveld, poi con Hans Flemming e, dal 1972, visse con l'infermiere Jan Onrust, che aveva conosciuto presso la sede del COC De Schakel, fino alla morte nel 1988.

## Riconoscimenti
Come omaggio postumo, nel 1991 il COC istituì la medaglia Bob Angelo. Da allora, questa medaglia viene conferita ogni anno a persone o organizzazioni che hanno contribuito all'emancipazione omosessuale. A questo riconoscimento si aggiunsero successivamente anche l’attestato e il fondo Bob Angelo.
Sempre nel 1991, nel quartiere dell'Emancipatiebuurt nella zona Goffert di Nimega gli fu intitolato un viale; a Leida una strada; all'Aia un parco e una via; e ad Amsterdam, il ponte n. 106 sul Keizersgracht, che conduce dal centro verso l'Homomonument, fu ribattezzato Niek Engelschmanbrug.
Nel 2025, Nico Engelschman fu uno dei 14 candidati alla selezione del più Grande Amsterdammer, organizzata da Het Parool in occasione dei 750 anni di Amsterdam.

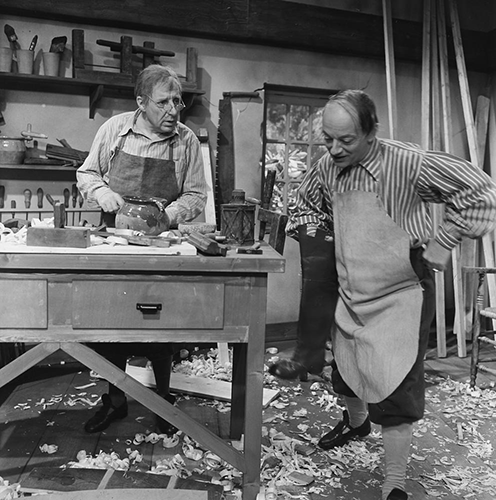
Bert van der Linden (a sinistra) e Nico Engelschman durante un episodio di *Vrouwtje Bezemsteel*, 1964.
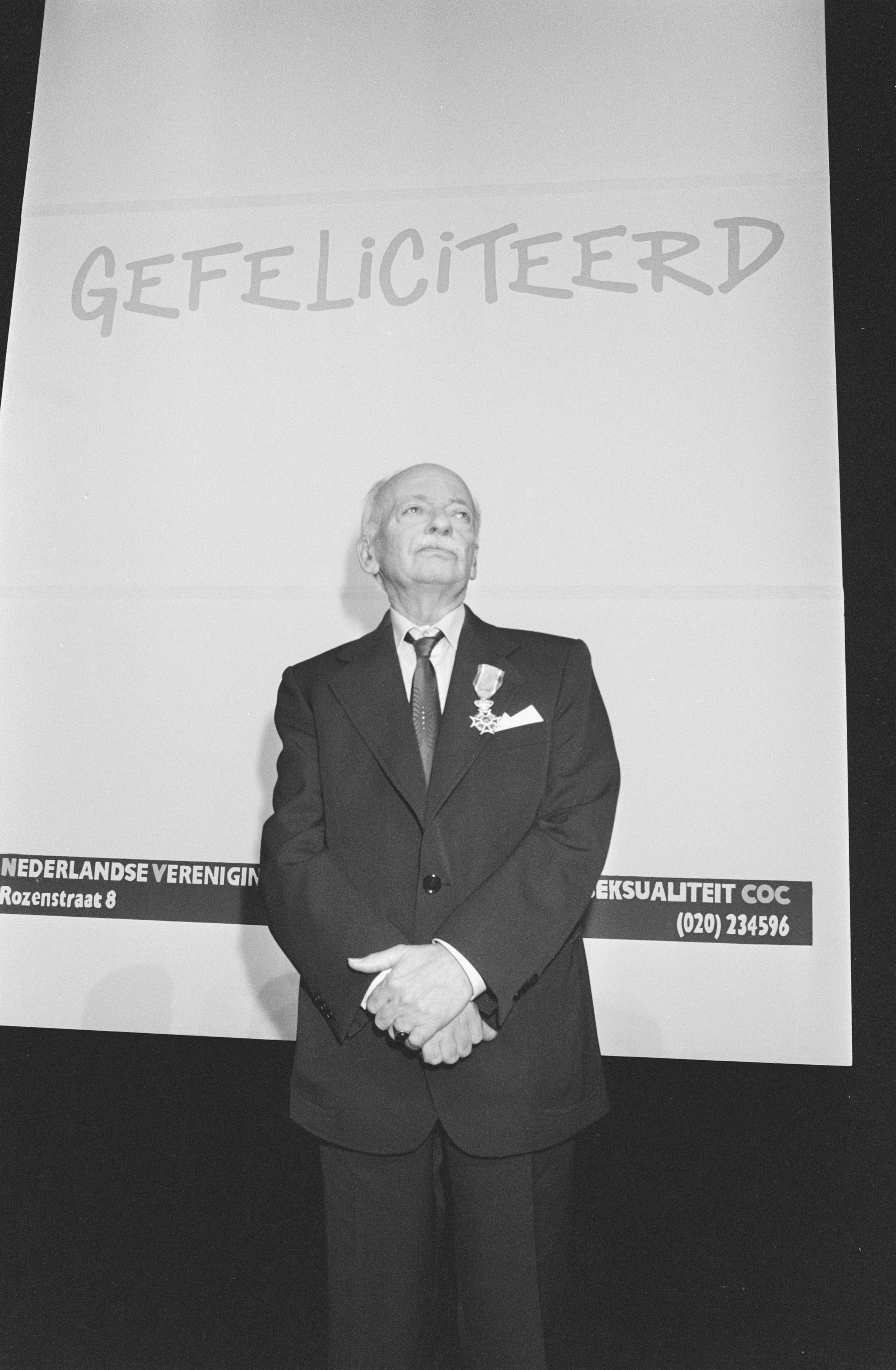
Niek Engelschman riceve un'onorificenza reale in occasione del 40º anniversario del COC, 1986.
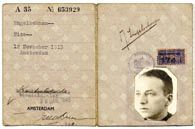
Passaporto, 28 gennaio 1943.
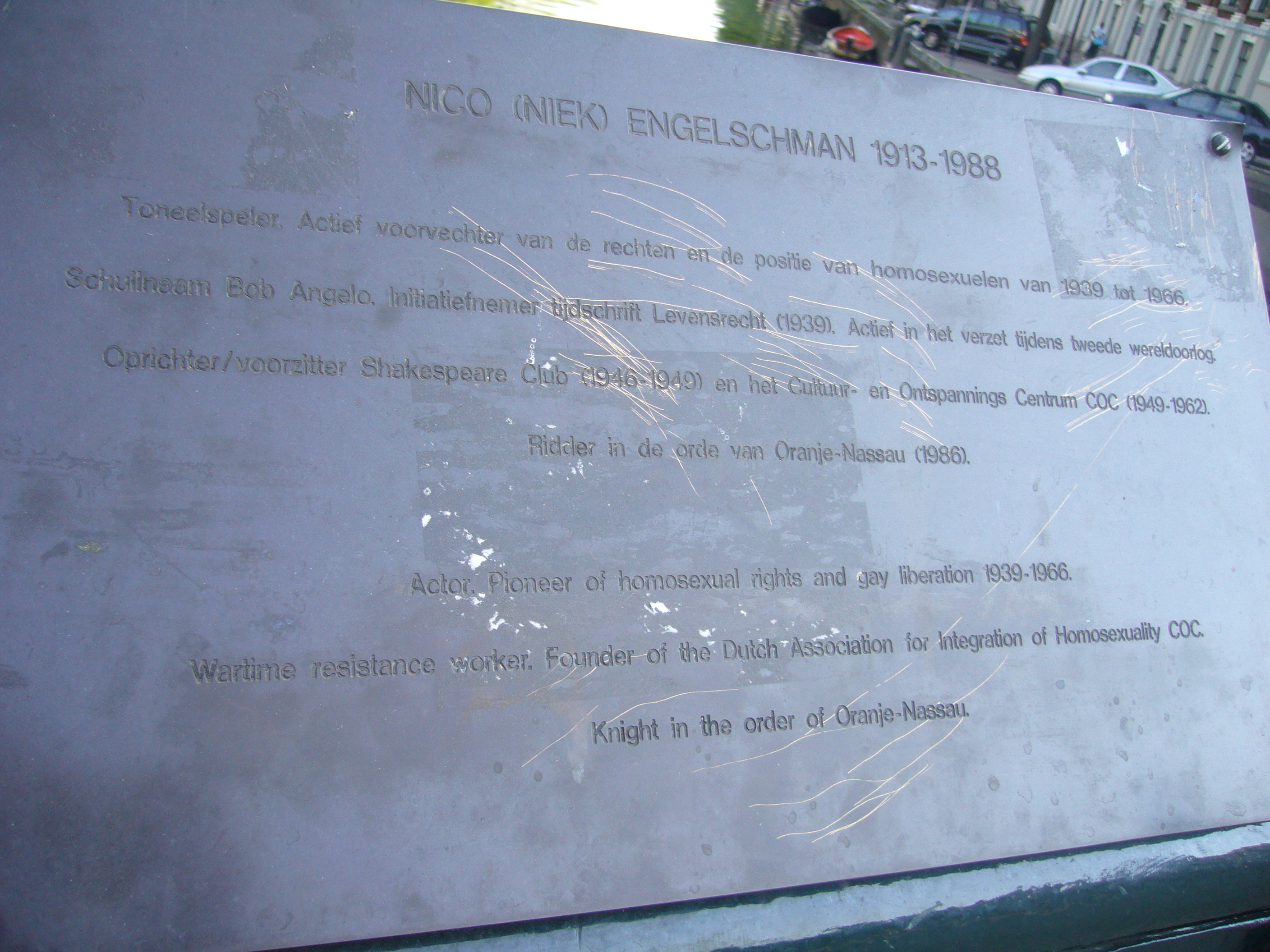
Targa commemorativa del Niek Engelschmanbrug.